# Lissabons zoo
Lissabons zoo är en zoologisk trädgård i Lissabon, Portugal som grundades 1884. I djurparken finns ca 2 000 djur av mer än 300 arter.
I djurparken finns:
- 114 däggdjur
- 157 fåglar
- 56 kräldjur
- 5 groddjur

Ca 800 000 människor besöker djurparken per år.